# کارماکس، یوکان
کارماکس، یوکان (به انگلیسی: Carmacks, Yukon) یک منطقهٔ مسکونی در کانادا است که در یوکان واقع شده‌است. کارماکس ۴۹۳ نفر جمعیت دارد.